# Coregonus
Los corégonos (Coregonus) es un género de peces de la familia salmónidos. Son peces teleósteos de agua dulce que habitan en las zonas norteñas de América, Asia y Europa.
Se considera que la especie tipo de este género es el Coregonus lavaretus (Coregonus lavaretus Linnaeus, 1758), es decir, el corégono lavareto, también llamado simplemente lavareto o farra.
En los últimos años, se ha registrado una tendencia científica a identificar y distinguir como especies diferentes varias poblaciones de Coregonus que anteriormente se consideraban como miembros de una misma especie dentro del género.

## Hábitat y biología
De manera general, las diferentes especies y poblaciones del género Coregonus viven en ríos y lagos, y varias especies son eurihalinas y en algunos casos anádromas, de modo que se desplazan entre aguas salinas y aguas dulces. 
Los adultos se alimentan principalmente de larvas acuáticas de insectos, moluscos y anfípodos pero también de otros peces y de sus huevas, incluidas las suyas propias. Los alevines se alimentan de copépodos y cladóceros.
Las especies de este género tienen forma parecida a la del salmón, escamas grandes y una aleta adiposa detrás de la dorsal; presentan un color plateado, con el lomo más oscuro (entre marrón verdoso y marrón oscuro).

## Especies
Existe algo de duda y confusión acerca de la clasificación de las especies de este género. 
En los últimos años, se han registrado dos tendencias científicas divergentes sobre la clasificación de muchas de las poblaciones del género Coregonus; como  resultado, hay dos enfoques enfrentados:
- Un planteamiento extremo de negación de la diversidad de especies dentro del género, que reconoce tan solo dos especies en Europa Central y Septentrional: el Coregonus lavaretus (generalmente considerado, por otra parte, la especie tipo del género) y el Coregonus albula.

- Otro sector divide esas poblaciones en numerosas especies, a veces con áreas de distribución muy reducidas. Dentro de esta tendencia, un influyente estudio publicado en 2007 propuso que más de 50 poblaciones locales del género Coregonus en Europa pasasen a ser consideradas como especies distintas con base en las diferencias morfológicas que presentan.[1]

La polémica persiste, ya que los oponentes de esta última tesis aducen que hay otros datos con valor científico más significativo que las diferencias morfológicas.
En la interpretación más amplia se consideran como especies válidas las que se incluyen en la siguiente lista. Algunas de ellas se han extinguido en fechas muy recientes (lo cual se indica con el signo †) y otras parecen encontrarse a punto de extinguirse:
- Coregonus albellus Fatio, 1890
- Coregonus albula (Linnaeus, 1758) — Corégono blanco, llamado vendace en Gran Bretaña
- † Coregonus alpenae (Koelz, 1924) — (extinto)
- Coregonus alpinus Fatio, 1885
- Coregonus anaulorum Chereshnev, 1996
- Coregonus arenicolus Kottelat, 1997
- Coregonus artedi Lesueur, 1818 — Arenque de lago o Corégono de artedi, llamado cisco en EE. UU.
- Coregonus atterensis Kottelat, 1997
- Coregonus austriacus Vogt, 1909
- Coregonus autumnalis (Pallas, 1776) — Cisco del Ártico.
- Coregonus baerii Kessler, 1864
- Coregonus baicalensis Dybowski, 1874
- Coregonus baunti Mukhomediyarov, 1948
- Coregonus bavaricus Hofer, 1909
- † Coregonus bezola Fatio, 1888 — (extinto)
- Coregonus candidus Goll, 1883
- Coregonus chadary Dybowski, 1869
- Coregonus clupeaformis (Mitchill, 1818) — Corégono de lago.
- Coregonus clupeoides Lacepède, 1803
- Coregonus confusus Fatio, 1885
- Coregonus danneri Vogt, 1908
- Coregonus duplex Fatio, 1890
- Coregonus fatioi Kottelat, 1997
- † Coregonus fera Jurine, 1825 — (extinto)
- Coregonus fontanae Schulz y Freyhof, 2003
- † Coregonus gutturosus (Gmelin, 1818) — (extinto)
- Coregonus heglingus Schinz, 1822
- † Coregonus hiemalis Jurine, 1825 — (extinto)
- Coregonus hoferi Berg, 1932
- Coregonus holsata Thienemann, 1916
- Coregonus hoyi (Milner, 1874)
- Coregonus hubbsi
- Coregonus huntsmani Scott, 1987 — Corégono del Atlántico.
- † Coregonus johannae (Wagner, 1910) — (extinto)
- Coregonus kiletz Michailovsky, 1903
- Coregonus kiyi (Koelz, 1921)
- Coregonus ladogae Pravdin, Golubev y Belyaeva, 1938
- Coregonus laurettae Bean, 1881
- Coregonus lavaretus (Linnaeus, 1758) — Lavareto
- Coregonus lucinensis Thienemann, 1933
- Coregonus lutokka Kottelat, Bogutskaya y Freyhof, 2005
- Coregonus macrophthalmus Nüsslin, 1882
- Coregonus maraena (Bloch, 1779)
- Coregonus maraenoides Berg, 1916
- Coregonus maxillaris Günther, 1866
- Coregonus megalops Widegren, 1863
- Coregonus migratorius (Georgi, 1775) — Omul del Baikal
- Coregonus muksun (Pallas, 1814)
- Coregonus nasus (Pallas, 1776)
- Coregonus nelsonii Bean, 1884
- † Coregonus nigripinnis (Milner, 1874) — (extinto)
- Coregonus nilssoni Valenciennes, 1848
- Coregonus nipigon (Koelz, 1925)
- Coregonus nobilis Haack, 1882
- † Coregonus oxyrinchus (Linnaeus, 1758) - Corégono picudo (extinto).
- Coregonus palaea Cuvier, 1829
- Coregonus pallasii Valenciennes, 1848
- Coregonus peled (Gmelin, 1789) - Corégono
- Coregonus pennantii Valenciennes, 1848
- Coregonus pidschian (Gmelin, 1789)
- Coregonus pollan Thompson, 1835
- Coregonus pravdinellus Delkeit, 1949
- Coregonus reighardi (Koelz, 1924)
- Coregonus renke (Schrank, 1783)
- † Coregonus restrictus Fatio, 1885 — (extinto)
- Coregonus sardinella Valenciennes, 1848
- Coregonus stigmaticus Regan, 1908
- Coregonus subautumnalis Kaganowsky, 1932
- Coregonus suidteri Fatio, 1885
- Coregonus trybomi Svärdson, 1979
- Coregonus tugun
  - Coregonus tugun lenensis Berg, 1932
  - Coregonus tugun tugun (Pallas, 1814)
- Coregonus ussuriensis Berg, 1906
- Coregonus vandesius Richardson, 1836
- Coregonus vessicus Dryagin, 1932
- Coregonus wartmanni (Bloch, 1784)
- Coregonus widegreni Malmgren, 1863
- Coregonus zenithicus (Jordan y Evermann, 1909)
- Coregonus zuerichensis Nüsslin, 1882
- Coregonus zugensis Nüsslin, 1882

Especies Incertae sedis:
- Coregonus lucidus (Richardson, 1836)